# 高密北站
高密北站，位于中华人民共和国山东省潍坊市高密市姜庄镇，是济青高速铁路上的高铁站，于2018年12月26日启用，由济南铁路局管辖。

## 車站周邊
- 高密市树花扑灰年画艺术馆

## 歷史
- 2018年12月26日启用。

## 外部連結
- 中国铁路客户服务中心 （页面存档备份，存于）